# Orhan Ak
Orhan Ak (Adapazarı, 29 september 1979) is een Turkse trainer en oud-voetballer. Hij speelde doorgaans als verdediger.

## Clubcarrière
Ak begon zijn carrière bij Kocaelispor. Het grootste deel van zijn carrière voetbalde hij bij Galatasaray. In 2015 beëindigde hij zijn professionele carrière als voetballer. Hij speelde laatstelijk bij Istanbul Başakşehir.

## Trainerscarrière
Na zijn pensioen ging hij aan de slag bij de jeugdopleiding van Başakşehir als assistent-trainer. Na gewerkt te hebben als assistent van Abdullah Avcı bij respectievelijk het seniorenteam van Başakşehir en Beşiktaş, ging hij met Avcı naar Trabzonspor, dat na enkele decennia weer een landskampioenschap behaalde.